# Жан Тігана
Амаду́ Жан Тігана́ (фр. Amadou Jean Tigana, нар. 23 червня 1955, Бамако) — французький футболіст, півзахисник. По завершенні ігрової кар'єри — тренер.

## Клубна кар'єра
У дорослому футболі дебютував 1975 року виступами за команду, представника другого дивізіону Д2, клуб «Тулон», в якій провів три сезони, взявши участь у 77 матчах чемпіонату. 
Своєю грою за тулонців Тігана привернув увагу представників тренерського штабу клубу з вищої французької ліги Д1 — «Олімпік» (Ліон), до складу якого приєднався 1978 року. "Олімпійців" тренував тоді ще молодий, а в майбутньому — славнозвісний Еме Жаке. Жан відіграв за команду з Ліона наступні три сезони своєї ігрової кар'єри. Більшість часу, проведеного у складі ліонського «Олімпіка», був основним гравцем команди.
У 1981 році за 2 млн. 100 тис. франків перейшов до клубу «Бордо», у складі якого провів наступні вісім, поза сумнівом, найкращих років своєї кар'єри гравця.  Перебуваючи в «Бордо», також здебільшого виходив на поле в основному складі команди. Еме Жаке, тогочасний тренер аквітанців, щойно рік, як перейшов з ліонського «Олімпіка». Він доклав зусиль, щоб запросити добре відомого йому Тігану у свій новий клуб.  До речі, це вже вдруге Еме Жаке допомагає в просуванні кар'єри чорношкірого футболіста. Саме в «Бордо» часів Еме Жаке Жан здобув більшість своїх трофеїв: три чемпіонських титули та двічі став володарем Кубка Франції. Двічі грав у півфіналах європейських кубків: у сезоні 1984-85 років у Кубку чемпіонів, де французи програли Ювентусу — 0:3 та 2:0; та у сезоні 1986-87 років, в Кубку кубків, коли поступилися Локомотиву з Лейпцига — 0:1 та 1:0 (пен. 5:6). 
У 1984 році журнал France Football визнав Тігану найкращим футболістом року у Франції, а у Європі — володарем Срібного м'яча.
Завершив професійну ігрову кар'єру у клубі «Олімпік» (Марсель), за команду якого виступав протягом 1989—1991 років. У Марселі він виграв ще два чемпіонських "золота", та був фіналістом Кубка Франції та Кубка чемпіонів у сезоні 1990-91.
Загалом у вищому дивізіоні чемпіонату Франції провів 13 сезонів.

### Клубна статистика. Чемпіонат та Кубки Франції. 1975-1991
| Сезон               | Клуб                | Ліга        | Чемпіонат  | Чемпіонат | Чемпіонат | Кубок Франції | Кубок Франції | Кубок Франції | Суперкубок | Суперкубок | Суперкубок |
| ------------------- | ------------------- | ----------- | ---------- | --------- | --------- | ------------- | ------------- | ------------- | ---------- | ---------- | ---------- |
| Сезон               | Клуб                | Ліга        | Досягнення | Матчі     | Голи      | Досягнення    | Матчі         | Голи          | Досягнення | Матчі      | Голи       |
| 1975-76             | «Тулон»             | Д2          |            | 24        | 1         | 1/32          | 2             | 0             | —          | —          | —          |
| 1976-77             | «Тулон»             | Д2          |            | 27        | 3         | 1/64          | 2             | 0             | —          | —          | —          |
| 1977-78             | «Тулон»             | Д2          |            | 26        | 6         | 1/32          | 2             | 0             | —          | —          | —          |
| 1978-79             | «Олімпік» (Ліон)    | Д1          | 7          | 36        | 3         | 1/16          | 3             | 1             | —          | —          | —          |
| 1979-80             | «Олімпік» (Ліон)    | Д1          | 18         | 33 *      | 5         | 1/32          | 1             | 0             | —          | —          | —          |
| 1980-81             | «Олімпік» (Ліон)    | Д1          | 6          | 35        | 7         | 1/32          | 1             | 1             | —          | —          | —          |
| 1981-82             | «Бордо»             | Д1          | 4          | 27        | 1         | 1/4           | 7             | 1             | —          | —          | —          |
| 1982-83             | «Бордо»             | Д1          |            | 32        | 2         | 1/8           | 4             | 0             | —          | —          | —          |
| 1983-84             | «Бордо»             | Д1          |            | 27        | 32        | 1/8           | 5             | 0             | —          | —          | —          |
| 1984-85             | «Бордо»             | Д1          |            | 28        | 3         | 1/16          | 3             | 0             | **         | 1          | 0          |
| 1985-86             | «Бордо»             | Д1          |            | 32        | 2         |               | 10            | 2             | ***        | 1          | 0          |
| 1986-87             | «Бордо»             | Д1          |            | 37        | 0         |               | 10            | 0             | —          | —          | —          |
| 1987-88             | «Бордо»             | Д1          |            | 30        | 1         | 1/32          | 0             | 0             | —          | —          | —          |
| 1988-89             | «Бордо»             | Д1          | 13         | 33        | 1         | 1/32          | 0             | 0             | —          | —          | —          |
| 1989-90             | «Олімпік» (Марсель) | Д1          |            | 37        | 0         | 1/2           | 4             | 0             | —          | —          | —          |
| 1990-91             | «Олімпік» (Марсель) | Д1          |            | 19        | 0         |               | 3             | 0             | —          | —          | —          |
| Всього              |                     |             |            |           |           |               |               |               |            |            |            |
| «Тулон»             | Д2                  | 3 сезони    | 77         | 10        |           | 6             | 0             | —             | —          | —          |            |
| «Олімпік» (Ліон)    | Д1                  | 3 сезони    | 104        | 15        |           | 5             | 2             | —             | —          | —          |            |
| «Бордо»             | Д1                  | 8 сезонів   | 251        | 11        |           | 39            | 3             | 2             | 2          | 0          |            |
| «Олімпік» (Марсель) | Д1                  | 2 сезони    | 56         | 0         |           | 7             | 0             | —             | —          | —          |            |
| ВСЬОГО в Д1         | ВСЬОГО в Д1         | ВСЬОГО в Д1 | 13 сезонів | 411       | 26        |               | 51            | 5             | 2          | 2          | 0          |

 *** — у  сезоні 1979-80 «Олімпік» (Ліон) зайняв 18 місце і грав 2 матчі з клубом «Олімпік Авіньйон», який був другим того року в Д2, за третю путівку  до Д1. Результати тих ігор 6:0 та 2:4 на користь ліонців. Тігана зіграв обидві гри, не відзначившись в жодній. Ці матчі не враховані у даній таблиці.
 ** —  у 1955–1973, 1985–86 роках приз мав назву Виклик чемпіонів (фр. Challenge des champions). Матч відбувся в Бордо 18 грудня 1985 року. «Бордо» — чемпіон  Франції поступився володарю Кубка — «Монако». Основний та додатковий час — 1:1, пен. — 7:8. Тігана зіграв лише перший тайм матчу.
 *** — Матч відбувся в Пуент-а-Пітр, Гваделупа 23 січня 1987 року. «Бордо» — чемпіон  Франції переміг володаря Кубка — «Парі Сен-Жермен» — 1:0. Тігана зіграв весь матч.

## Єврокубки
Жан Тігана провів 10 сезонів у клубних турнірах під егідою УЄФА. У 47 матчах він забив 1 гол (у матчі-відповіді 1/8 фіналу Кубка чемпіонів польському Леху з Познані). Найкраще досягнення - фінал Кубка чемпіонів - у сезоні 1990-91 року у складі тогочасного гранда французького клубного футболу марсельського «Олімпіка». Вирішальний матч проти Црвени Звезди француз провів на лаві запасних.

### Статистика виступів у єврокубках
| Сезон             | Клуб                | Турнір          | Досягнення     | Матчі | Голи |
| ----------------- | ------------------- | --------------- | -------------- | ----- | ---- |
| 1981–82           | «Бордо»             | Кубок УЄФА      | 1/16 фіналу    | 1     | 0    |
| 1982–83           | «Бордо»             | Кубок УЄФА      | 1/8 фіналу     | 5     | 0    |
| 1983–84           | «Бордо»             | Кубок УЄФА      | 1/32 фіналу    | 1     | 0    |
| 1984-85           | «Бордо»             | Кубок чемпіонів | 1/2 фіналу     | 6     | 0    |
| 1985-86           | «Бордо»             | Кубок чемпіонів | 1/16 фіналу    | 2     | 0    |
| 1986-87           | «Бордо»             | Кубок кубків    | 1/2 фіналу     | 8     | 0    |
| 1987-88           | «Бордо»             | Кубок чемпіонів | 1/4 фіналу     | 5     | 0    |
| 1988-89           | «Бордо»             | Кубок УЄФА      | 1/8 фіналу     | 6     | 0    |
| 1989-90           | «Олімпік» (Марсель) | Кубок чемпіонів | 1/2 фіналу     | 8     | 0    |
| 1990-91           | «Олімпік» (Марсель) | Кубок чемпіонів | Фіналіст       | 5     | 1    |
| Всього            | «Бордо»             | 8 євросезонів   | 8 євросезонів  | 34    | 0    |
| Всього            | «Олімпік» (Марсель) | 2 євросезони    | 2 євросезони   | 13    | 1    |
| ВСЬОГО за кар'єру | ВСЬОГО за кар'єру   | 10 євросезонів  | 10 євросезонів | 47    | 1    |

### Статистика за турнірами
| Турнір          | Сезони | Матчі | Голи |
| --------------- | ------ | ----- | ---- |
| Кубок чемпіонів | 5      | 26    | 1    |
| Кубок кубків    | 1      | 8     | 0    |
| Кубок УЄФА      | 4      | 13    | 0    |

## Виступи за збірну
У 1980 році дебютував в офіційних матчах у складі національної збірної Франції. У товариському матчі, що відбувся у Москві 25 травня проти збірної СРСР гості поступилися — 0:1. І останню гру у складі "синіх" Жан також програв - 2:3. Було це 19 листопада 1988 року в Белграді проти збірної Югославії у кваліфікаційному матчі до світової першості. Протягом кар'єри у національній команді, яка тривала 9 років, африканський француз провів у формі головної команди країни 52 матчі, забивши 1 гол. Цей єдиний м'яч Тігана забив збірній Угорщини на чемпіонаті світу з футболу у місті Леон (Мексика) 9 червня 1986 року. "Триколірні" перемогли тоді угорців в групі "С" з рахунком 3:0.
Мішель Ідальго, тренер збірної Франції у 1976-1984 роках, бачив його в півзахисті разом з Мішелем Платіні, Аленом Жирессом, та Бернаром Женгіні (пізніше Луїсом Фернандесом). Цей славнозвісний квартет називали Магічним квадратом (фр. Carré magique). Наступник Ідальго Анрі Мішель дотримувався тієї ж думки.

### Статистика матчів за збірну
| Турнір           | Матчі | Перемоги | Нічиї | Поразки | Голи |
| ---------------- | ----- | -------- | ----- | ------- | ---- |
| Товариські матчі | 19    | 9        | 3     | 7       | 0    |
| Чемпіонат Європи | 5     | 5        | 0     | 0       | 0    |
| Кваліфікація ЧЄ  | 4     | 0        | 2     | 2       | 0    |
| Чемпіонат світу  | 12    | 6        | 3     | 3       | 1    |
| Кваліфікація ЧС  | 12    | 9        | 1     | 2       | 0    |
| Всього           | 52    | 29       | 9     | 14      | 1    |

### На чемпіонатах світу та Європи
У складі збірної був учасником:
- чемпіонату світу 1982 року в Іспанії, на якому французи посіли 4-е місце;
- чемпіонату Європи 1984 року у Франції, здобувши титул чемпіона;
- та чемпіонату світу 1986 року у Мексиці, на якому команда виборола бронзові нагороди.

| Рік  | Турнір           | Місце | Матчі | Перемоги | Нічиї | Поразки | Голи |
| ---- | ---------------- | ----- | ----- | -------- | ----- | ------- | ---- |
| 1982 | Чемпіонат світу  | 4     | 5     | 2        | 1     | 2       | 0    |
| 1984 | Чемпіонат Європи |       | 5     | 5        | 0     | 0       | 0    |
| 1986 | Чемпіонат світу  |       | 7     | 4        | 2     | 1       | 1    |

## Кар'єра тренера
Розпочав тренерську кар'єру невдовзі по завершенні кар'єри гравця, 1993 року, очоливши тренерський штаб клубу «Олімпік» (Ліон).
Надалі очолював команди клубів «Монако», «Фулхем», «Бешикташ» та «Бордо».
Наразі очолює тренерський штаб команди «Шанхай Шеньхуа».

### Клуби, сезони, здобутки: 1993-2011
| Країна    | Клуб             | Ліга         | Сезон   | Чемпіонат | Кубок | Кубок ліги | Суперкубок | Єврокубки          |
| --------- | ---------------- | ------------ | ------- | --------- | ----- | ---------- | ---------- | ------------------ |
| Франція   | «Олімпік» (Ліон) | Ліга 1       | 1993-94 | 8         | 1/16  | —          | —          | —                  |
| Франція   | «Олімпік» (Ліон) | Ліга 1       | 1994-95 |           | 1/16  | 1/8        | —          | —                  |
| Франція   | «Монако»         | Ліга 1       | 1995-96 |           | 1/8   | 1/4        | —          | 1/32 Кубок УЄФА    |
| Франція   | «Монако»         | Ліга 1       | 1996-97 |           | 1/32  | 1/2        |            | 1/2 Кубок УЄФА     |
| Франція   | «Монако»         | Ліга 1       | 1997-98 |           | 1/4   | 1/16       | —          | 1/2 Ліга чемпіонів |
| Франція   | «Монако»         | Ліга 1       | 1998-99 | 4         | 1/32  | 1/8        | —          | 1/8 Кубок УЄФА     |
| Англія    | «Фулгем»         | Чемпіонат ФЛ | 2000-01 |           | 1/32  | 1/4        | —          | —                  |
| Англія    | «Фулгем»         | Прем'єр-ліга | 2001-02 | 13        | 1/2   | 1/8        | —          | —                  |
| Англія    | «Фулгем»         | Прем'єр-ліга | 2002-03 | 14        | 1/8   | 1/8        | —          | 1/8 Кубок УЄФА     |
| Туреччина | «Бешикташ»       | Суперліга    | 2005-06 |           |       | —          |            | Група Кубок УЄФА   |
| Туреччина | «Бешикташ»       | Суперліга    | 2006-07 |           |       | —          | —          | Група Кубок УЄФА   |
| Франція   | «Бордо»          | Ліга 1       | 2010-11 | 7         | 1/16  | 1/8        | —          | —                  |

## Досягнення

### Гравець
«Бордо»
- Чемпіон Франції: 1983-84, 1984-85, 1986-87
- Володар кубка Франції: 1985-86, 1986-87
- Володар Суперкубка Франції: 1986

«Олімпік» (Марсель)
- Чемпіон Франції: 1989-90, 1990–91

Збірна Франції
- Чемпіон Європи: 1984
- Бронзовий призер чемпіонату світу: 1986

#### Індивідуальні
- Відкриття року у Франції
  - Лауреат: 1980
- Французький футболіст року
  - Лауреат: 1984

### Тренер
«Монако»
- Чемпіон Франції (1): 1996-97
- Володар Суперкубка Франції: 1997

«Фулгем»
- Чемпіон Футбольної Ліги: 2000-01

«Бешикташ»
- Володар кубка Туреччини: 2005-06, 2006-07
- Володар Суперкубка Туреччини: 2006

#### Індивідуальні
- Тренер року у Франції
  - Лауреат: 1997